# エミリー・マリリン
エミリー・マリリン（Emily Marilyn、1977年11月15日 – ）とは、アメリカのボンデージ・モデルであり、ボンデージ・フェティシズムを主題とした映画や写真に多数出演している。

## 活動
多くのボンデージ・モデルと異なり、エミリーの作品では男女の性的な行為は行われていない。スクリーン上で記録されているのは、レズビアンのパフォーマンス程度であった。
通常ではフェティシズムは成人映画の業界においてニッチな存在であるが、エミリーの活動はポルノ業界から商品性において高い評価を受け、主流となっている成人映画にもクロスオーバーとして多数出演している。中でも成人映画プロデューサーのアンドリュー・ブレイクからは"Justine"や"Adriana"といった数作の成人映画へ出演を依頼され、エミリーは"Jenna Loves Pain"などの作品においてフェチシズムを発揮した。
現在ではフェチシズム創作のモデルとして、アダルトファッション・カメラマンのリチャード・エーブリーら多数のカメラマンらとモデル活動を共にしている。また、ヘビーメタル系の雑誌の誌面にも活動の幅を広げており、ボンデージ・モデルとしては例外的に知名度が高く、ジハード・ジェリー・アンド・ジ・エヴィルドアーズによる"Army Girls Gone Wild"のミュージック・ビデオにも出演している。

## 評価
エミリー・マリリンはジュエル・マルソーとイブ・エリスらと並んでよく知られたボンデージ・モデルであり、ボンデージ愛好家らがモデル、カメラマン、作家などから選出するSIGNY Awardsではトップ10に入る評価がなされている。

## 変名
エミリーは活動する映画会社によって名前を使い分けていた時期がある。LBOボンデージ・フィルムで映画に出演していた時はヘーゼル・ペトローという芸名で活動しており、この名前は現在では使用されていない。また、エフエム・コンセプト社で活動する場合はモリー・マシューズという芸名を使用している。